# Alcyonacea
Ordre
Synonymes
- Gorgonacea

Classification phylogénétique
- eumétazoaires
  - cnidaires
    - Anthozoaria
      - anthozoaires
        - octocoralliaires
        - hexacoralliaires
          - actinaires
          - madréporaires

Les Alcyonacea sont un ordre de cnidaires anthozoaires de la sous-classe des octocorallia. Formant des colonies constituées de petits polypes, ils se distinguent des coraux par leur plan d'organisation et le fait qu'ils n'ont généralement pas besoin de lumière pour leur croissance.

## Description et caractéristiques

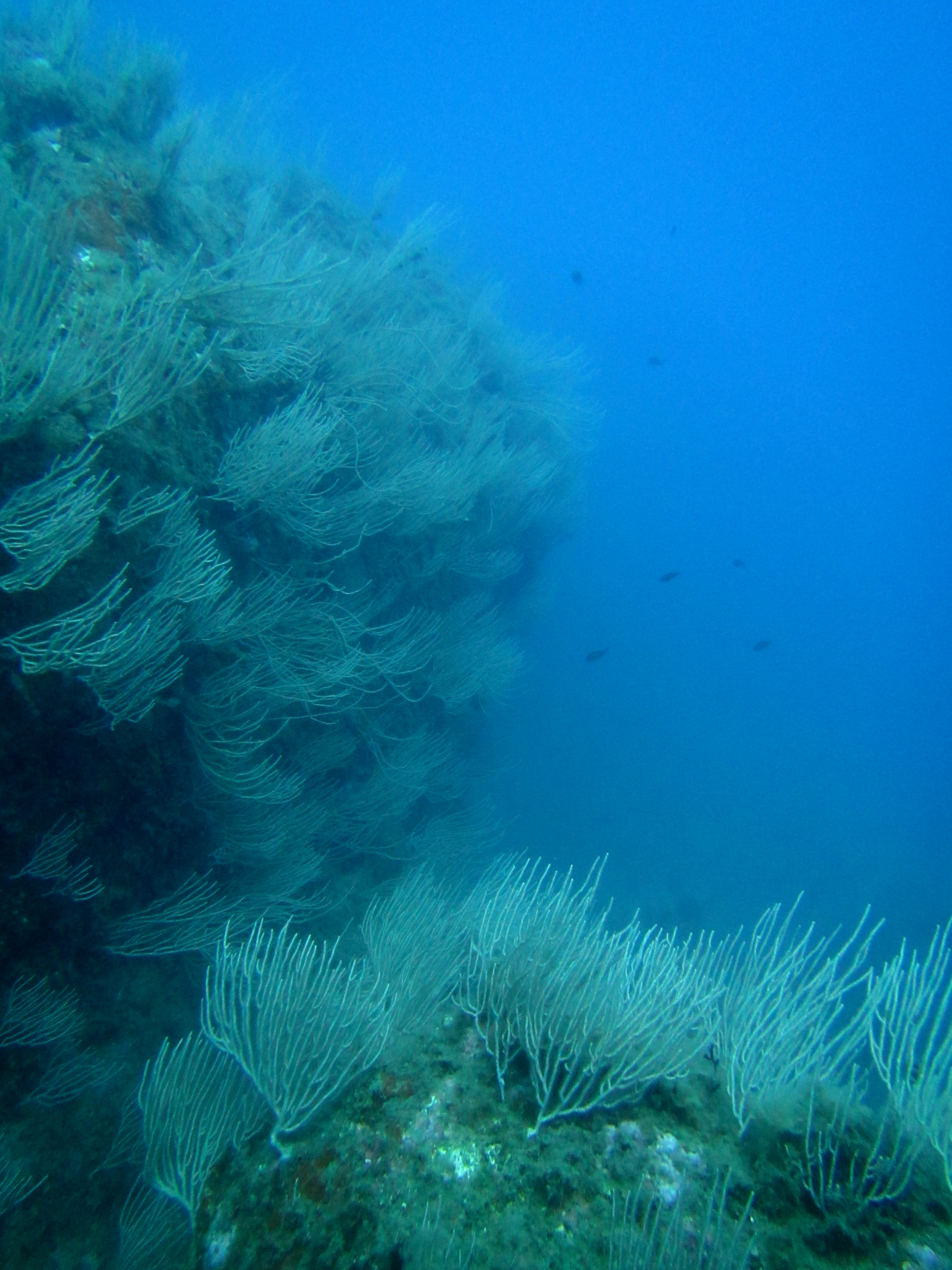
Eunicella singularis, une gorgone commune en Méditerranée.

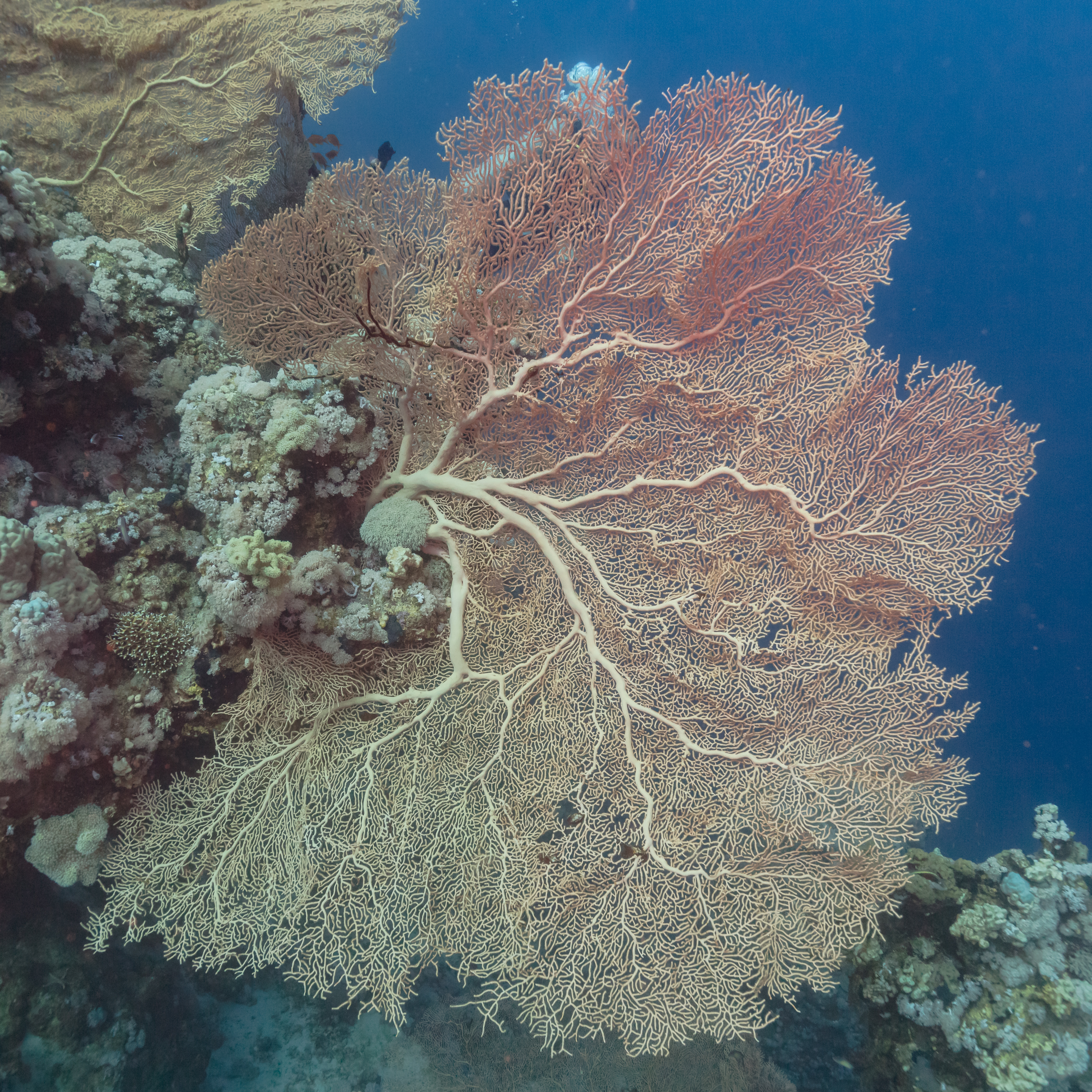
Une gorgone tropicale (Annella mollis en Mer Rouge.

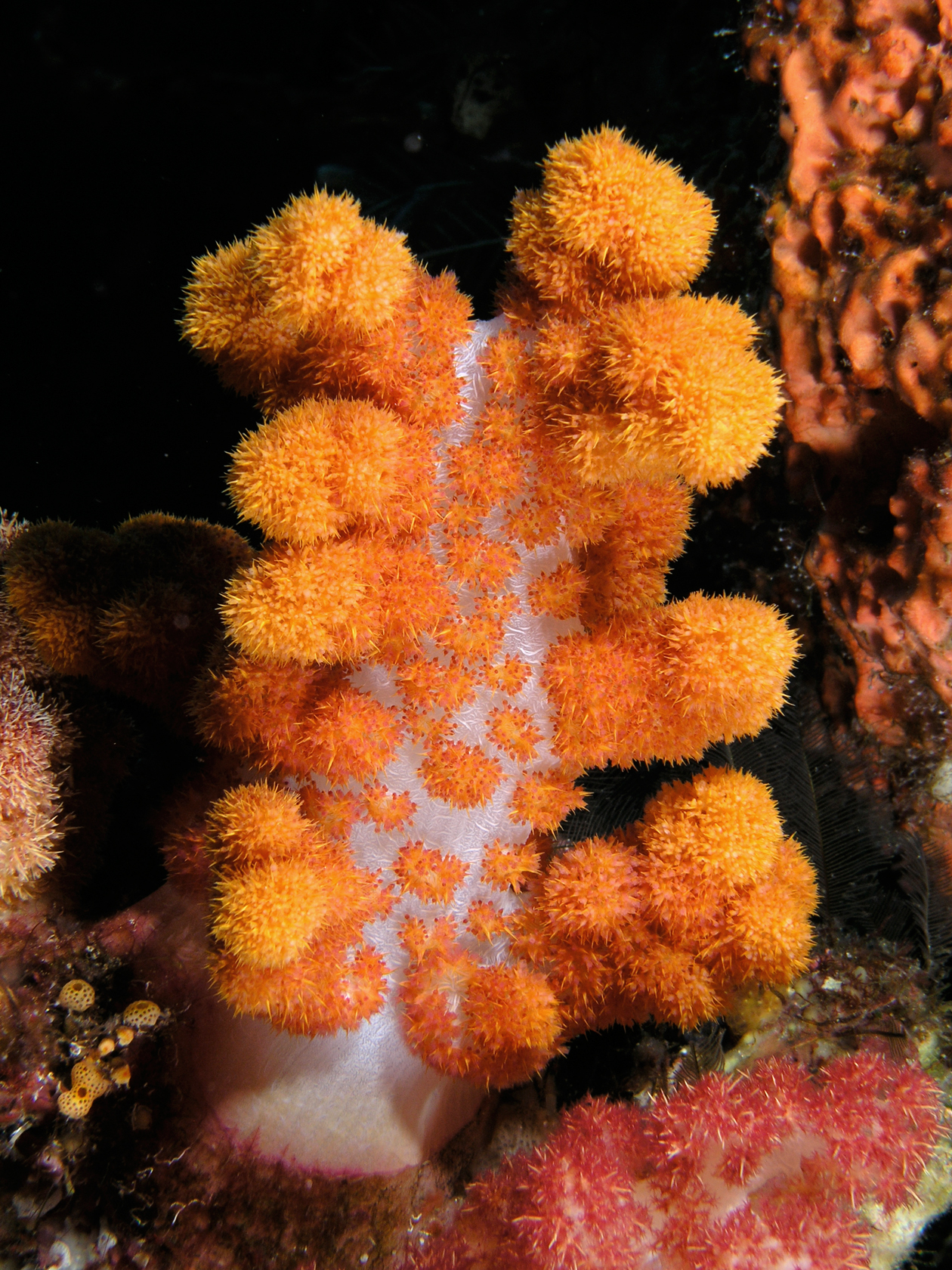
Un corail mou (du genre Dendronephthya) en Indonésie.

Ces animaux sont des cnidaires, cousins des coraux : comme eux, il s'agit de colonies clonales de petits polypes, qui construisent un squelette commun, qui peut être dur (en carbonate de calcium : ce sont les « gorgones ») ou mou (protéique : ce sont les « coraux mous »). On distingue cependant les alcyonaires au fait que leurs polypes ont 8 bras (ou un multiple de 8), contrairement aux coraux « vrais » (Scleractinia ou Madréporaires), qui en ont 6 (ou un multiple de 6). Les alcyonnaires ne devraient donc pas être appelés « coraux », même si de nombreux noms vernaculaires sont ambigus : le « corail rouge » est par exemple une gorgone. 
Ces animaux n'ont pas (ou peu) de zooxanthelles, et n'ont donc en général pas besoin de lumière pour leur croissance : en conséquence, on les trouvera en abondance dans la pénombre (tombants, grottes, déclivités) ainsi qu'en grande profondeur. 
Certaines espèces peuvent atteindre de grandes tailles et mesurer plus d'1 mètre de haut. 

## Classification et liste des familles
Les différentes bases de données taxinomiques ne donnent pas le même contenu pour Alcyonacea car certaines comme ITIS ne reconnaissent pas l'ordre Gorgonacea et placent dans Alcyonacea les familles que d'autres, comme ADW, placent dans Gorgonacea.
| Selon World Register of Marine Species (9 octobre 2021) : - sous-ordre Alcyoniina - famille Acrophytidae McFadden & van Ofwegen, 2017 - famille Alcyoniidae Lamouroux, 1812 - famille Aquaumbridae Breedy, van Ofwegen & Vargas, 2012 - famille Corymbophytidae McFadden & van Ofwegen, 2017 - famille Leptophytidae McFadden & van Ofwegen, 2017 - famille Nephtheidae Gray, 1862 - famille Nidaliidae Gray, 1869 - famille Paralcyoniidae Gray, 1869 - famille Xeniidae Ehrenberg, 1828 - sous-ordre Calcaxonia Grasshoff, 1999 - famille Chrysogorgiidae Verrill, 1883 - famille Ellisellidae Gray, 1859 - famille Huziogorgiidae López-González, 2020 - famille Ifalukellidae Bayer, 1955 - famille Isidoidae Heestand Saucier, France & Watling, 2021 - famille Keratoisididae Gray, 1870 - famille Mopseidae Gray, 1870 - famille Pleurogorgiidae Cairns, Cordeiro & Alderslade in Cairns et al., 2021 - famille Primnoidae Milne Edwards, 1857 - sous-ordre Holaxonia Studer, 1887 - famille Acanthogorgiidae Gray, 1859 - famille Dendrobrachiidae Brook, 1889 - famille Gorgoniidae Lamouroux, 1812 - famille Isididae Lamouroux, 1812 - famille Keroeididae Kinoshita, 1910 - famille Plexauridae Gray, 1859 - sous-ordre Protoalcyonaria - famille Haimeidae Wright, 1865 - famille Taiaroidae Bayer & Muzik, 1976 - sous-ordre Scleraxonia Studer, 1887 - famille Anthothelidae Broch, 1916 - famille Briareidae Gray, 1859 - famille Coralliidae Lamouroux, 1812 - famille Melithaeidae Gray, 1870 - famille Paragorgiidae Kükenthal, 1916 - famille Parisididae Aurivillius, 1931 - famille Spongiodermidae Wright & Studer, 1889 - famille Subergorgiidae Gray, 1859 - famille Victorgorgiidae Moore, Alderslade & Miller, 2017 - sous-ordre Stolonifera Thomson & Simpson, 1909 - famille Acrossotidae Bourne, 1914 - famille Arulidae McFadden & van Ofwegen, 2012 - famille Clavulariidae Hickson, 1894 - famille Coelogorgiidae Bourne, 1900 - famille Cornulariidae Dana, 1846 - famille Pseudogorgiidae Utinomi & Harada, 1973 - famille Tubiporidae Ehrenberg, 1828 - genre Elenanthus Sanamyan & Sanamyan, 2020 - famille Acanthoaxiidae van Ofwegen & McFadden, 2010 - famille Chelidonisididae Heestand Saucier, France & Watling, 2021 - famille Parasphaerascleridae McFadden & van Ofwegen, 2013 - genre Speirogorgia Williams, 2019 - genre Chirobelemnon Pfeffer, 1887 (taxon inquirendum) - genre Dendrogorgia Duchassaing, 1870 (taxon inquirendum) - genre Ojeda Duchassaing & Michelotti, 1860 (taxon inquirendum) - genre Phrontis Duchassaing, 1870 (taxon inquirendum) - genre Raynerella Gray, 1869 (taxon inquirendum) - genre Rhipidella Gray, 1870 (taxon inquirendum) - genre Sarcogorgia Gray, 1857 (taxon inquirendum) | Selon ITIS (29 janvier 2014) : - ordre Alcyonacea Lamouroux, 1816 - famille Astrospiculariidae - famille Clavulariidae Hickson, 1894 - famille Nephtheidae - famille Siphonogorgiidae - famille Xeniidae Ehrenberg, 1828 - sous-ordre Alcyoniina - famille Alcyoniidae Lamouroux, 1812 - famille Nidaliidae - sous-ordre Calcaxonia - famille Ellisellidae Gray, 1859 - famille Isididae Lamouroux, 1812 - famille Primnoidae - sous-ordre Holaxonia Studer, 1887 - famille Acanthogorgiidae Gray, 1859 - famille Ainigmaptilidae - famille Chrysogorgiidae Verrill, 1883 - famille Gorgoniidae Lamouroux, 1812 - famille Ifalukellidae - famille Paramuriceidae Bayer, 1956 - famille Plexauridae Gray, 1859 - sous-ordre Scleraxonia Studer, 1887 - famille Anthothelidae Broch, 1916 - famille Briareidae Gray, 1859 - famille Briaridae - famille Coralliidae Lamouroux, 1812 - famille Keroeididae Kinoshita, 1910 - famille Melithaeidae Gray, 1870 - famille Paragorgiidae - famille Parisididae - famille Subergorgiidae | Selon Animal Diversity Web (29 janvier 2014) : - ordre Alcyonacea - famille Alcyoniidae - famille Astrospiculariidae - famille Clavulariidae - famille Nephtheidae - famille Nidaliidae - famille Siphonogorgiidae - famille Xeniidae - ordre Gorgonacea - sous-ordre Holaxonia Studer, 1887 - famille Acanthogorgiidae - famille Ainigmaptilidae - famille Chrysogorgiidae - famille Ellisellidae Gray, 1859 - famille Gorgoniidae Lamouroux, 1812 - famille Ifalukellidae - famille Isididae Lamouroux, 1812 - famille Keroeididae - famille Paramuriceidae Bayer, 1956 - famille Plexauridae Gray, 1959 - famille Primnoidae - sous-ordre Scleraxonia Studer, 1887 - famille Anthothelidae Broch, 1916 - famille Briareidae Gray, 1859 - famille Coralliidae - famille Melithaeidae - famille Paragorgiidae - famille Parisididae - famille Subergorgiidae |

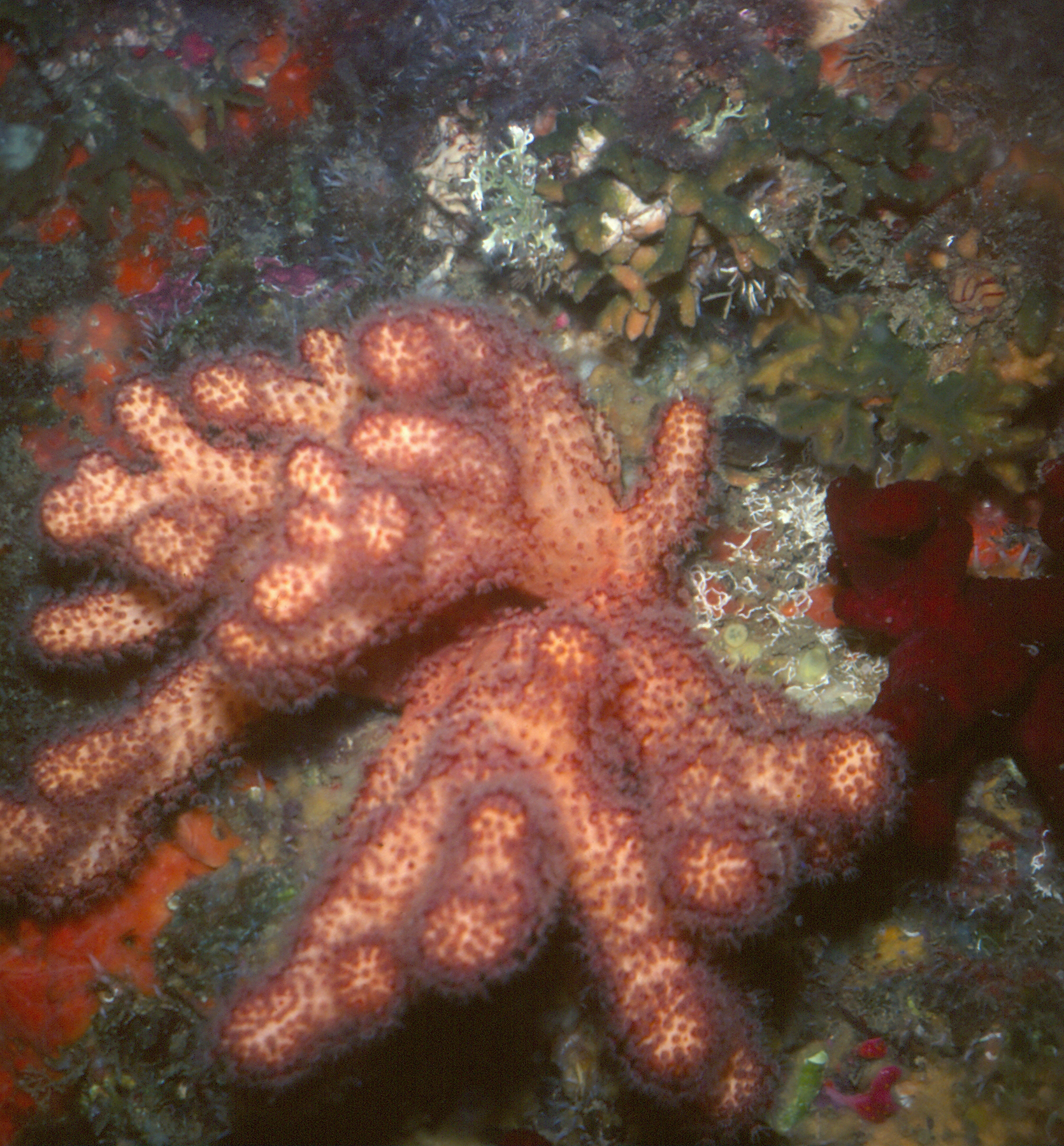
Alcyonium acaule, un Alcyoniidae
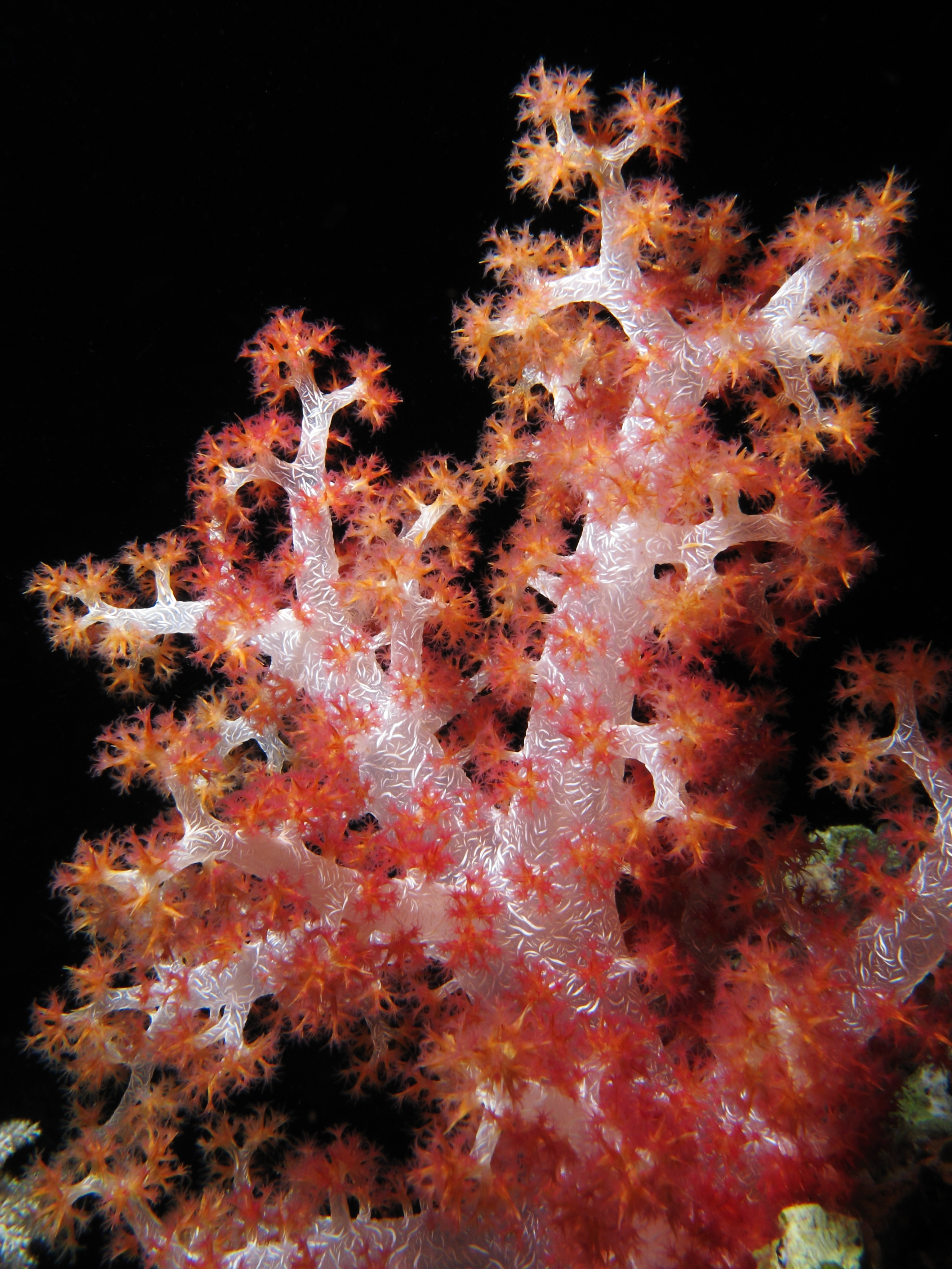
Dendronephthya hemprichi, un Nephtheidae
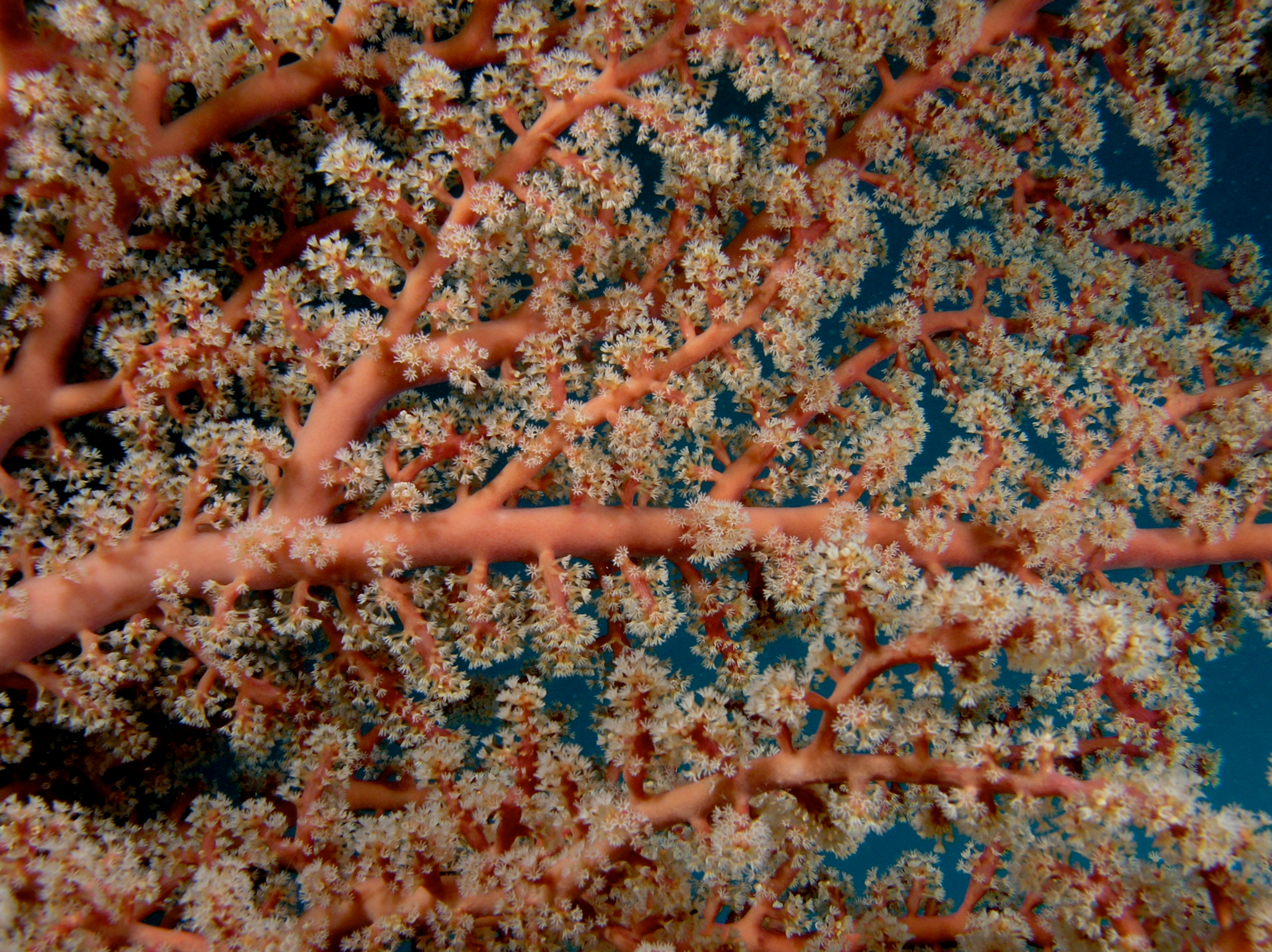
Siphonogorgia godeffroyi, un Nidaliidae
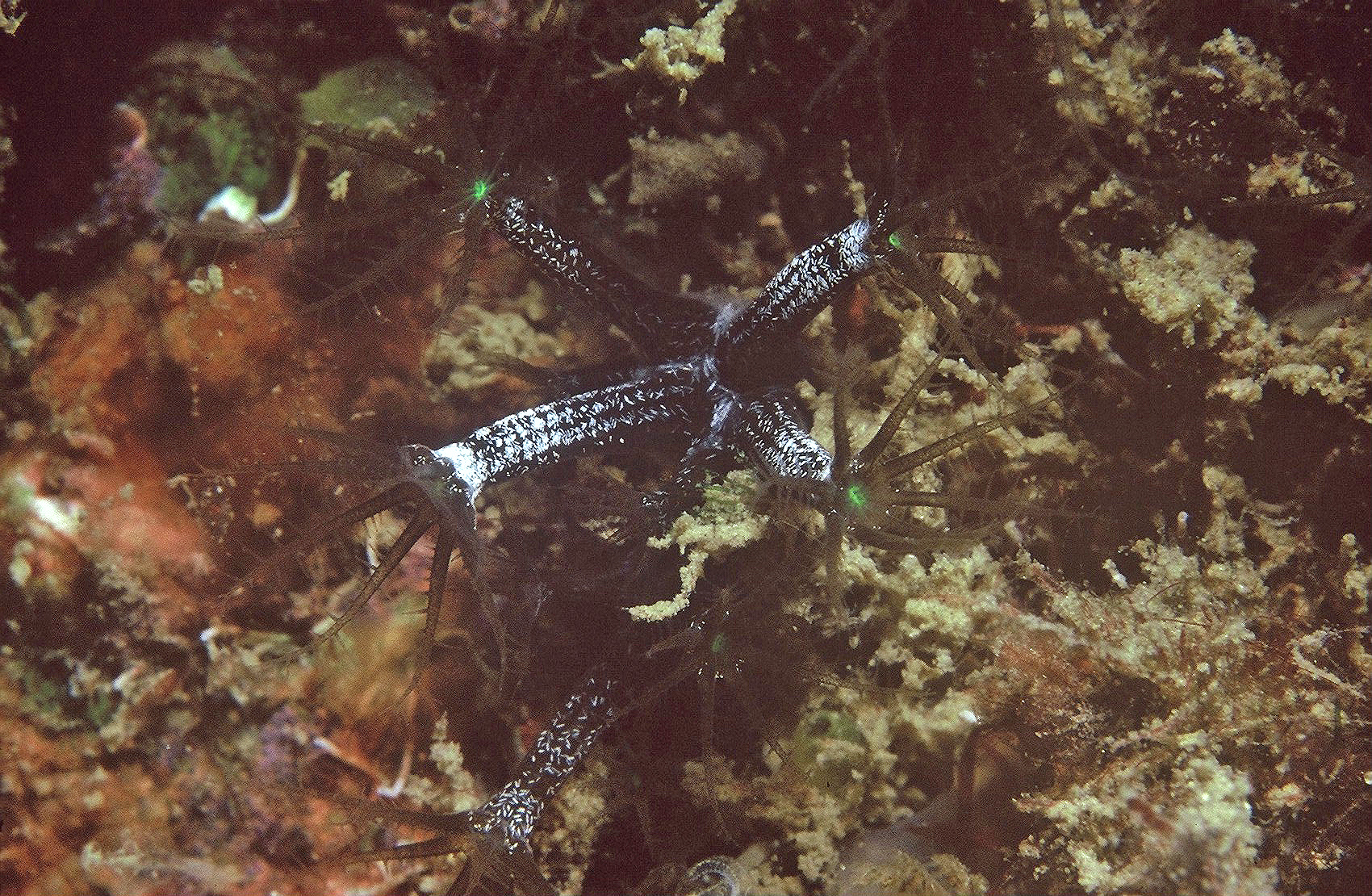
Maasella edwardsi, un Paralcyoniidae
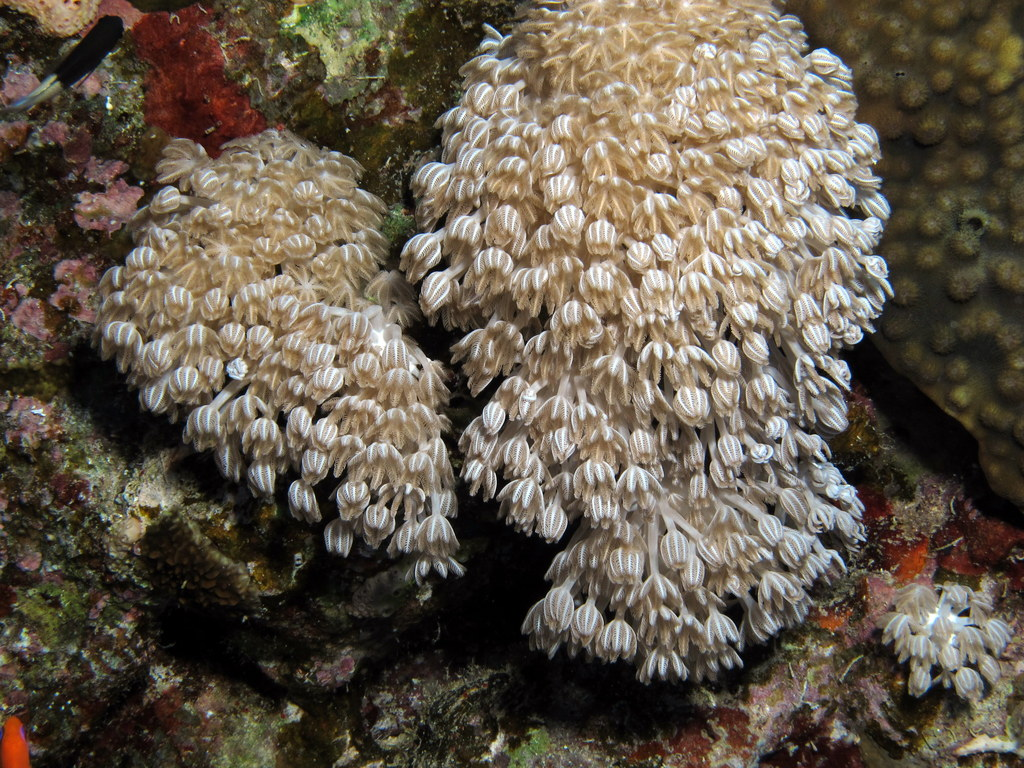
Heteroxenia fuscescens, un Xeniidae
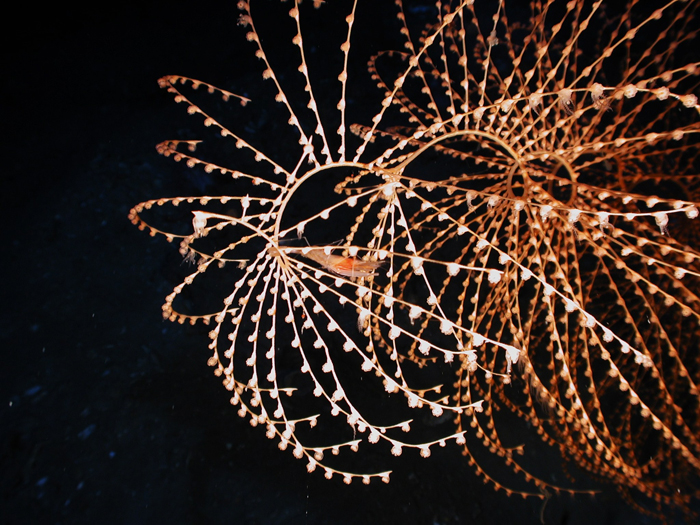
Iridigorgia sp., un Chrysogorgiidae
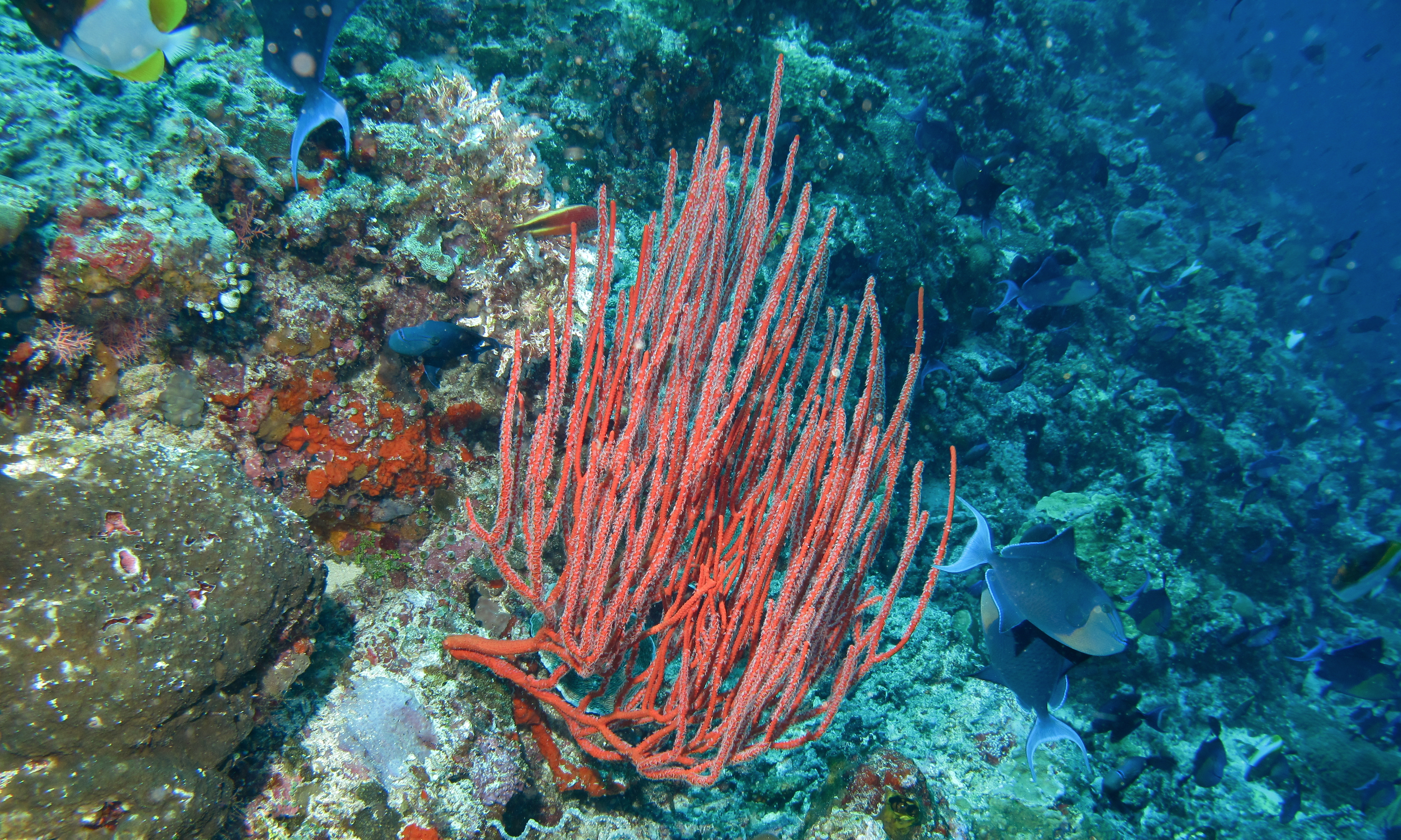
Ellisella sp., un Ellisellidae
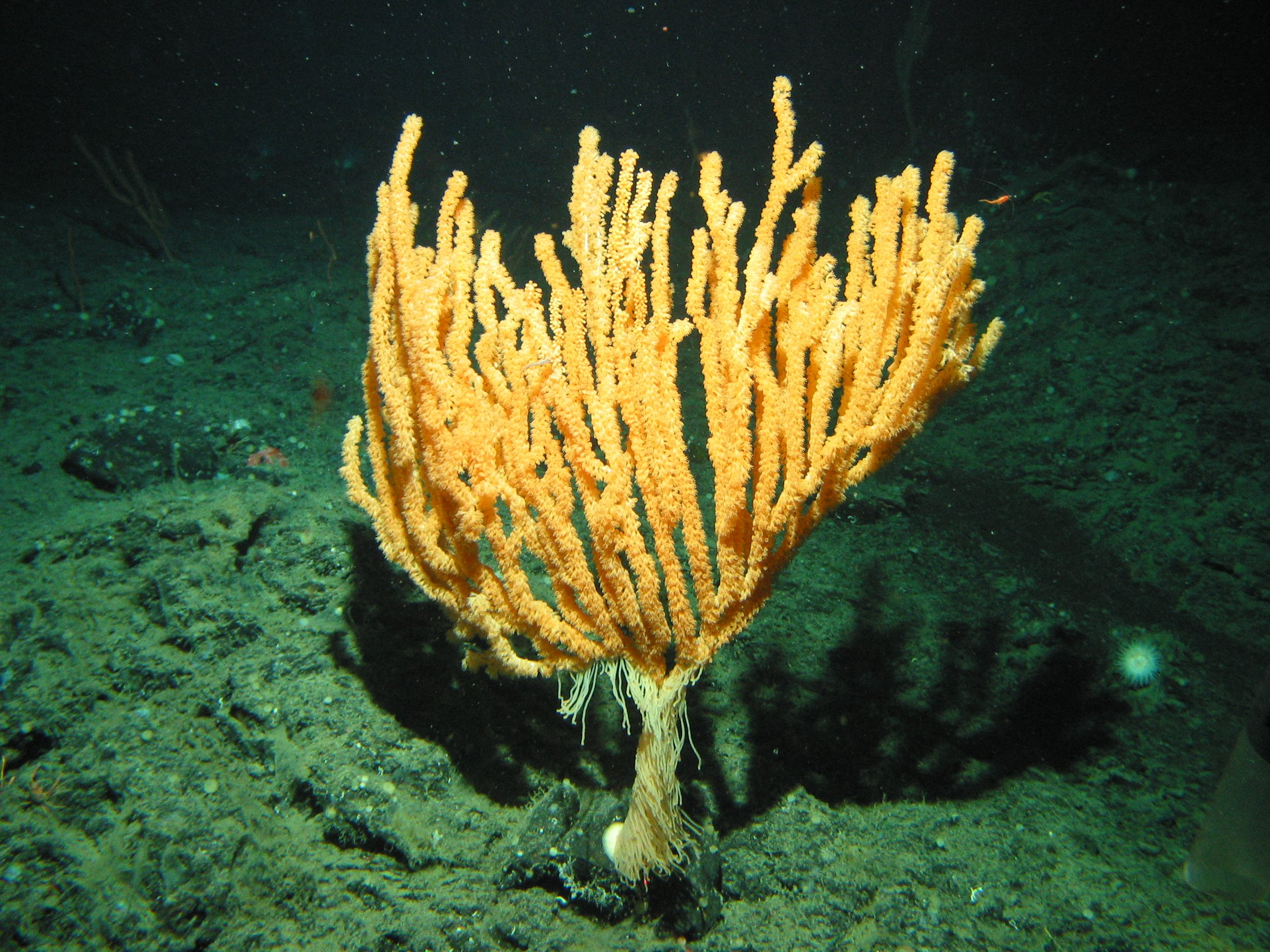
Isidella tentaculum, un Isididae
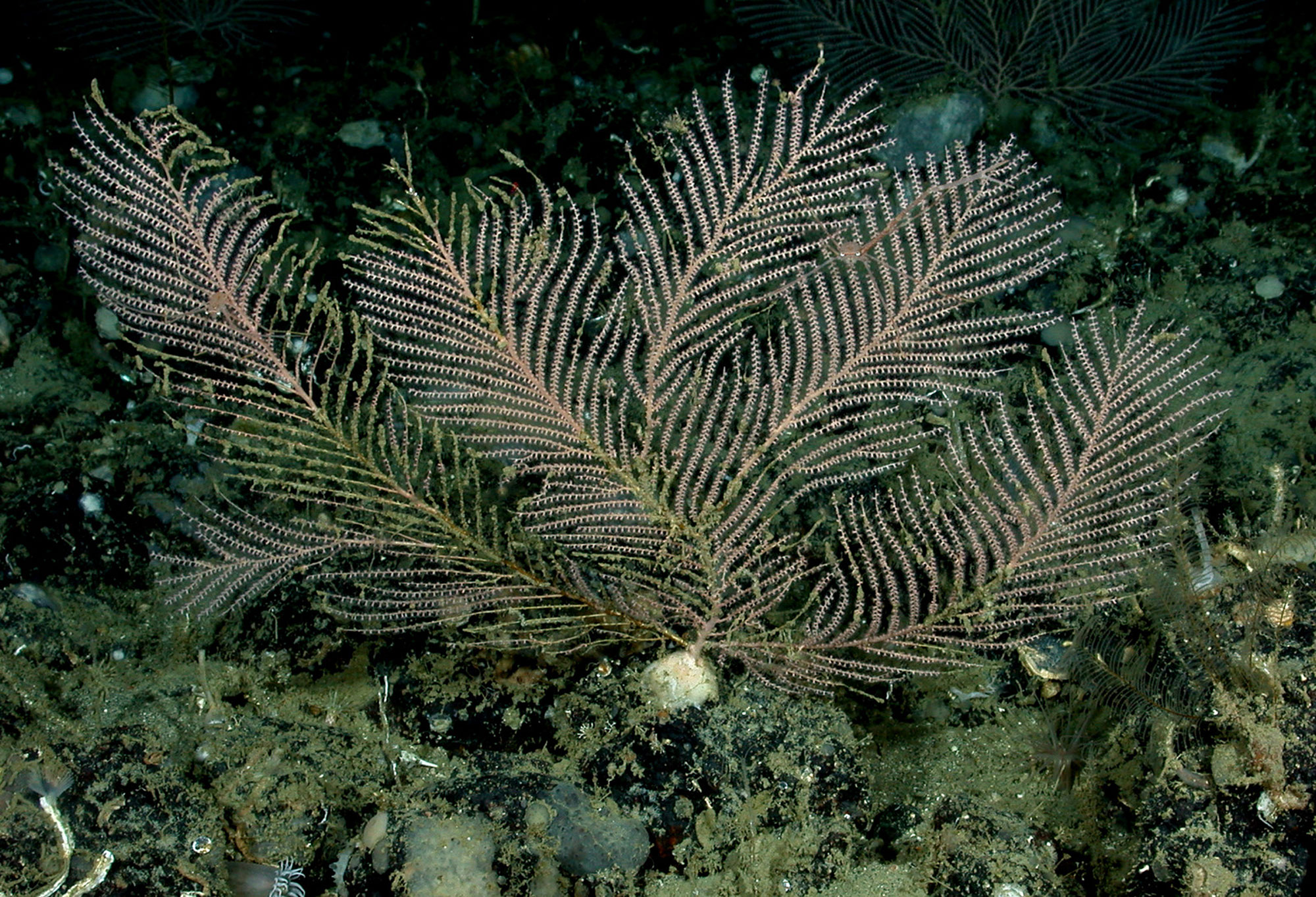
Plumarella pellucida, un Primnoidae
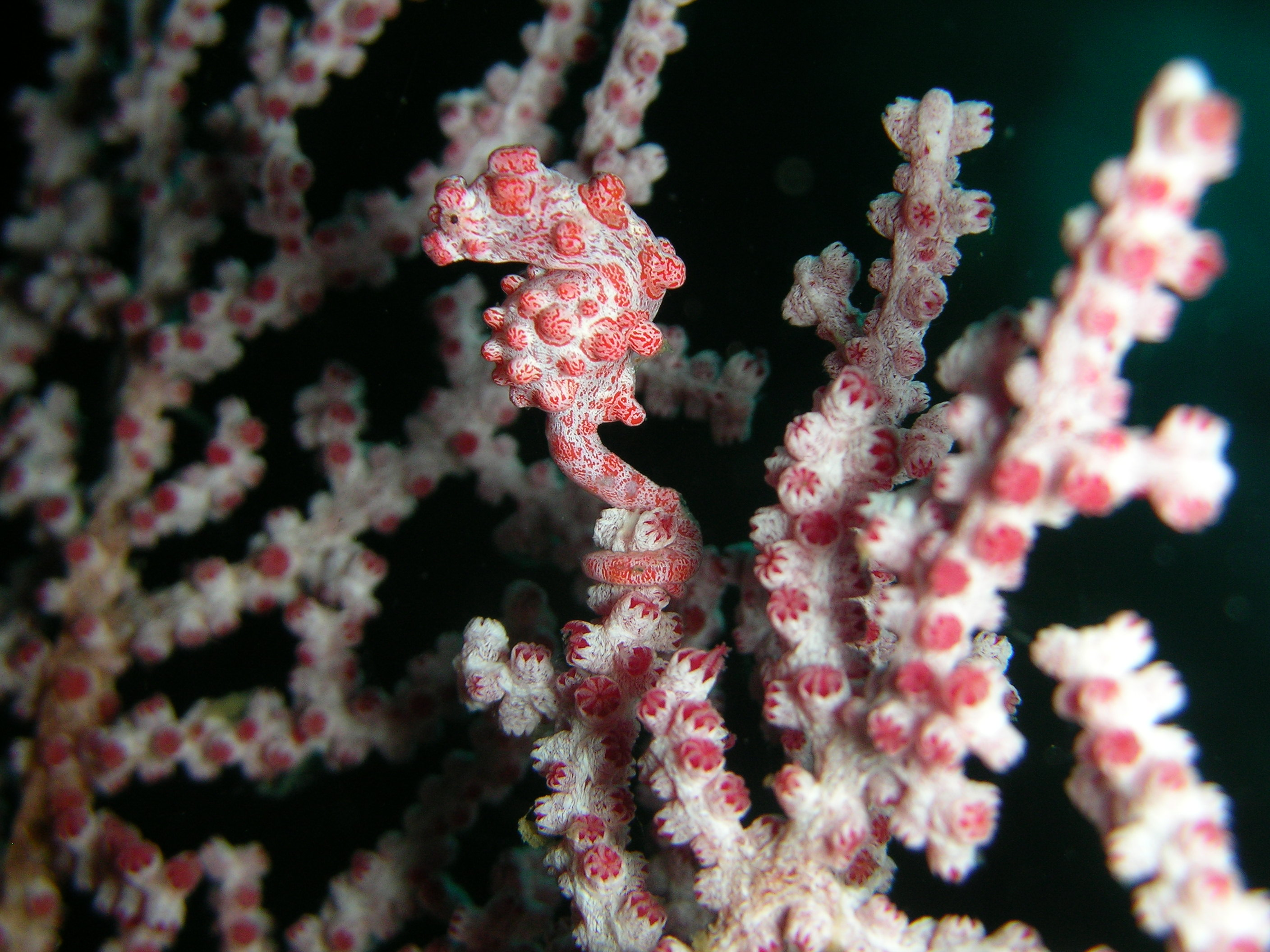
Muricellasp., un Acanthogorgiidae
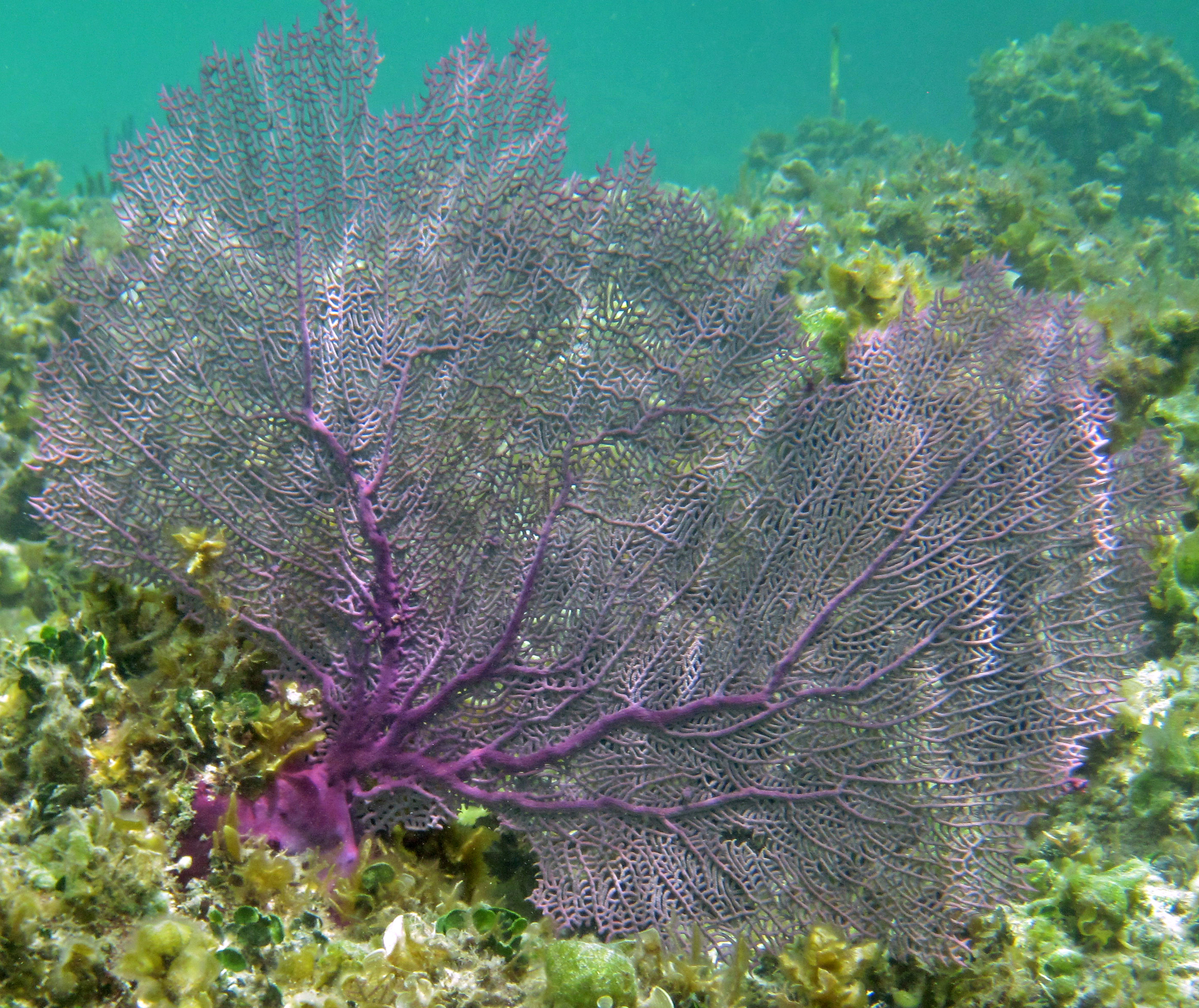
Gorgonia ventalina, un Gorgoniidae
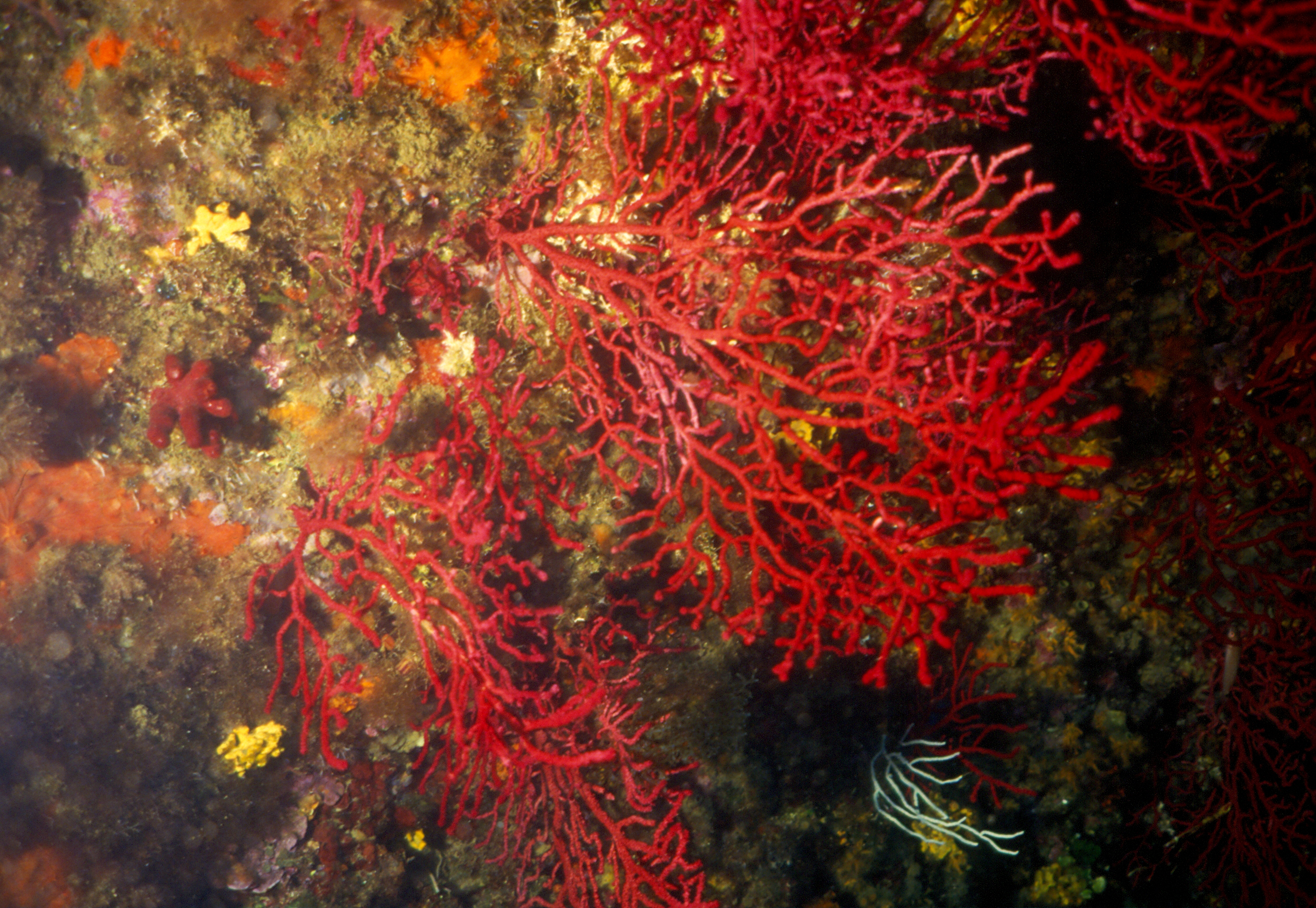
Paramuricea clavata, un Paramuriceidae
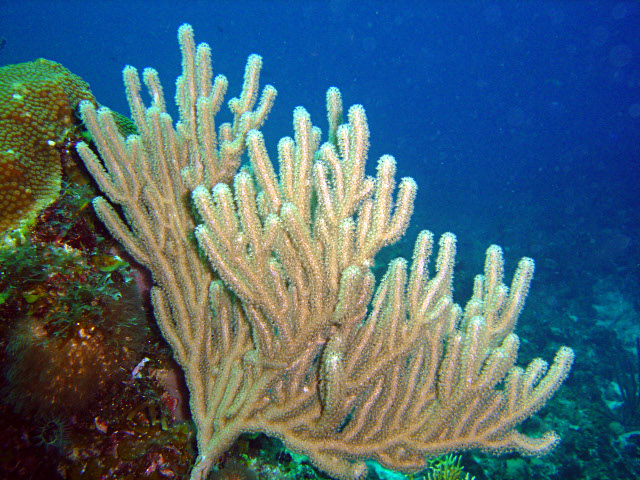
Muricea elongata, un Plexauridae
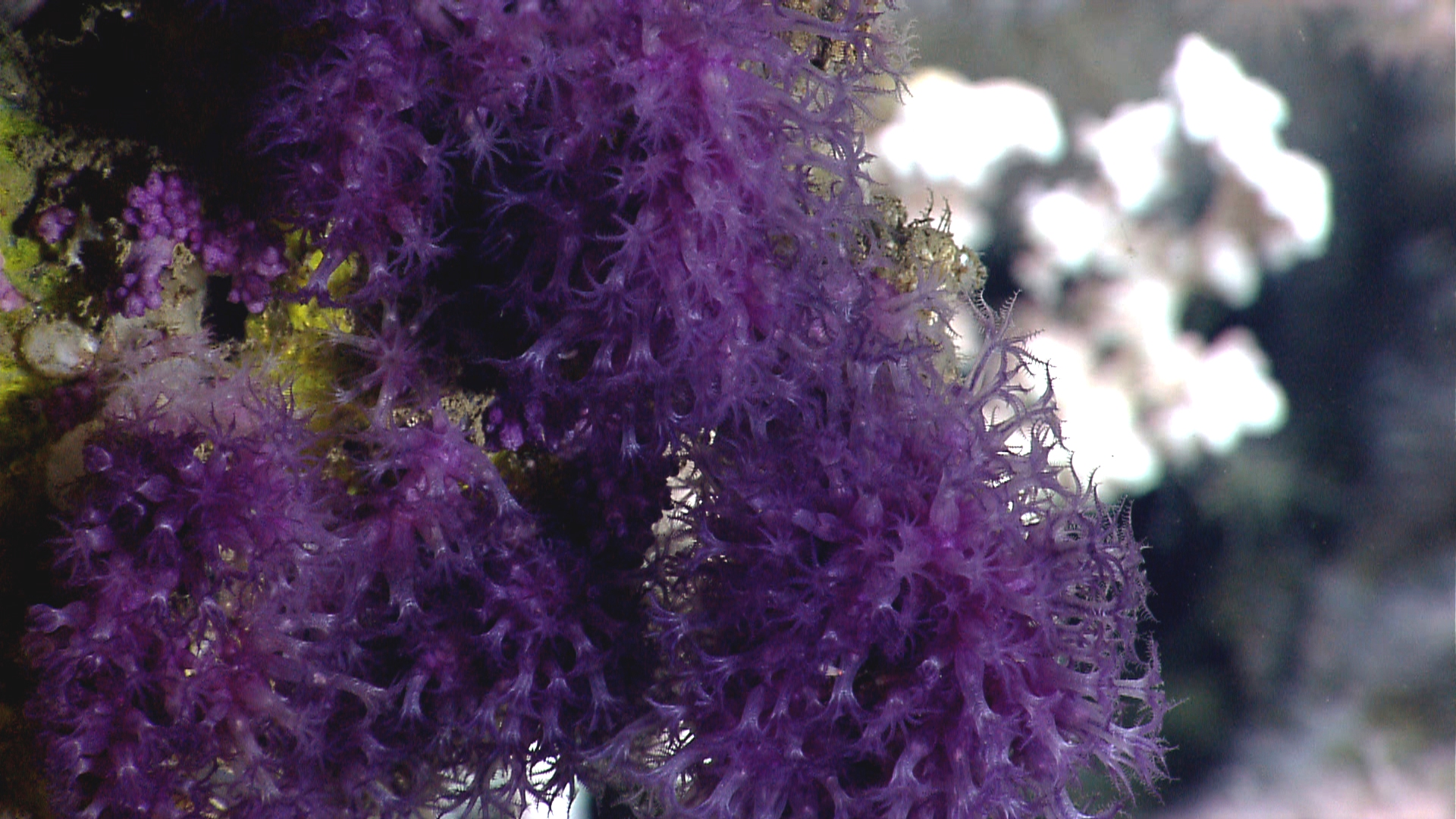
Anthothela grandiflora, un Anthothelidae
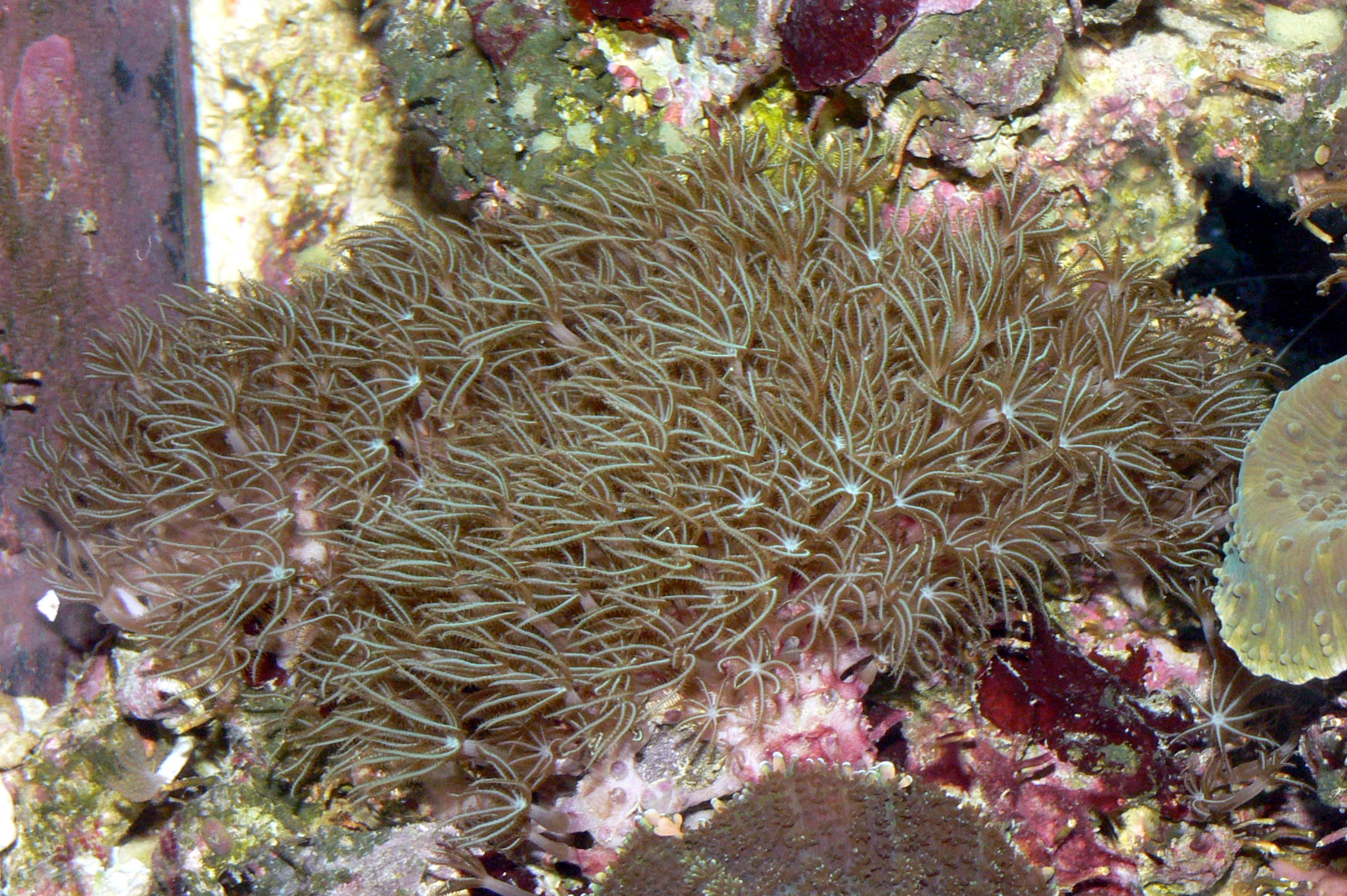
Briareum sp., un Briareidae
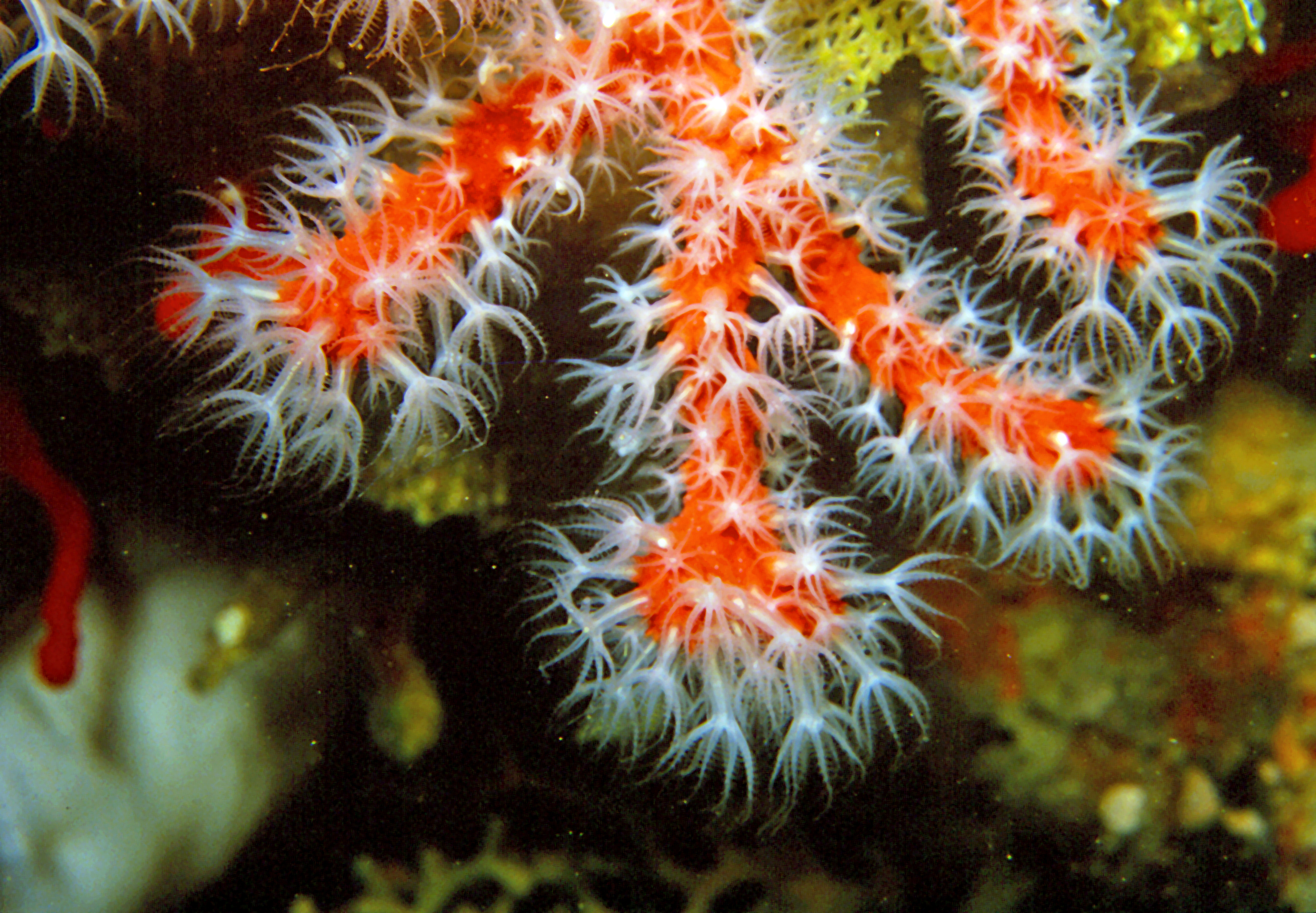
Corallium rubrum, un Coralliidae
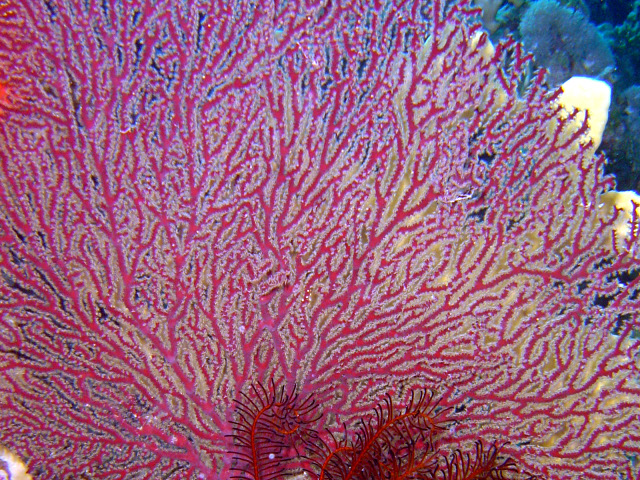
Acabaria splendens, un Melithaeidae
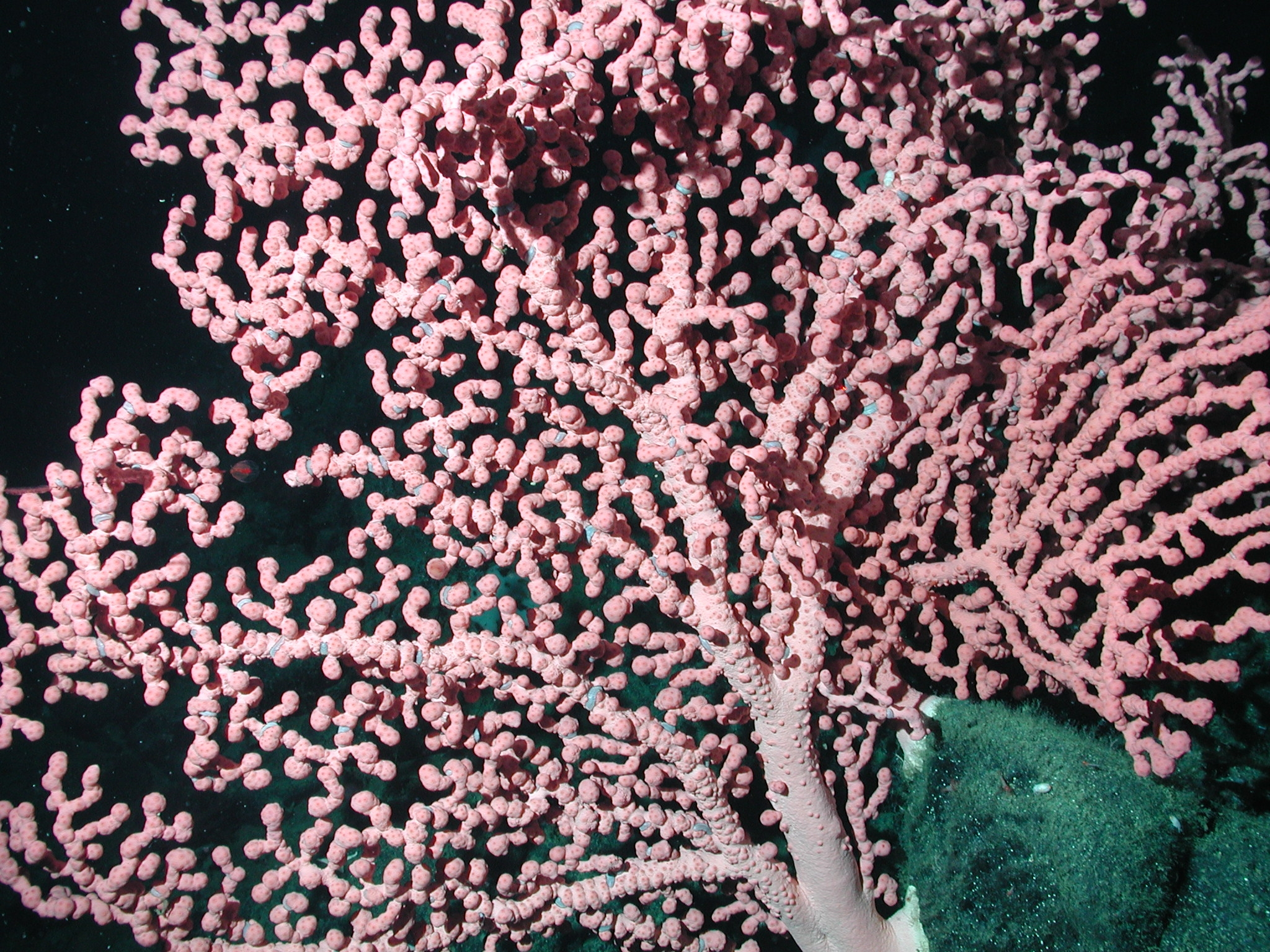
Paragorgia arborea, un Paragorgiidae
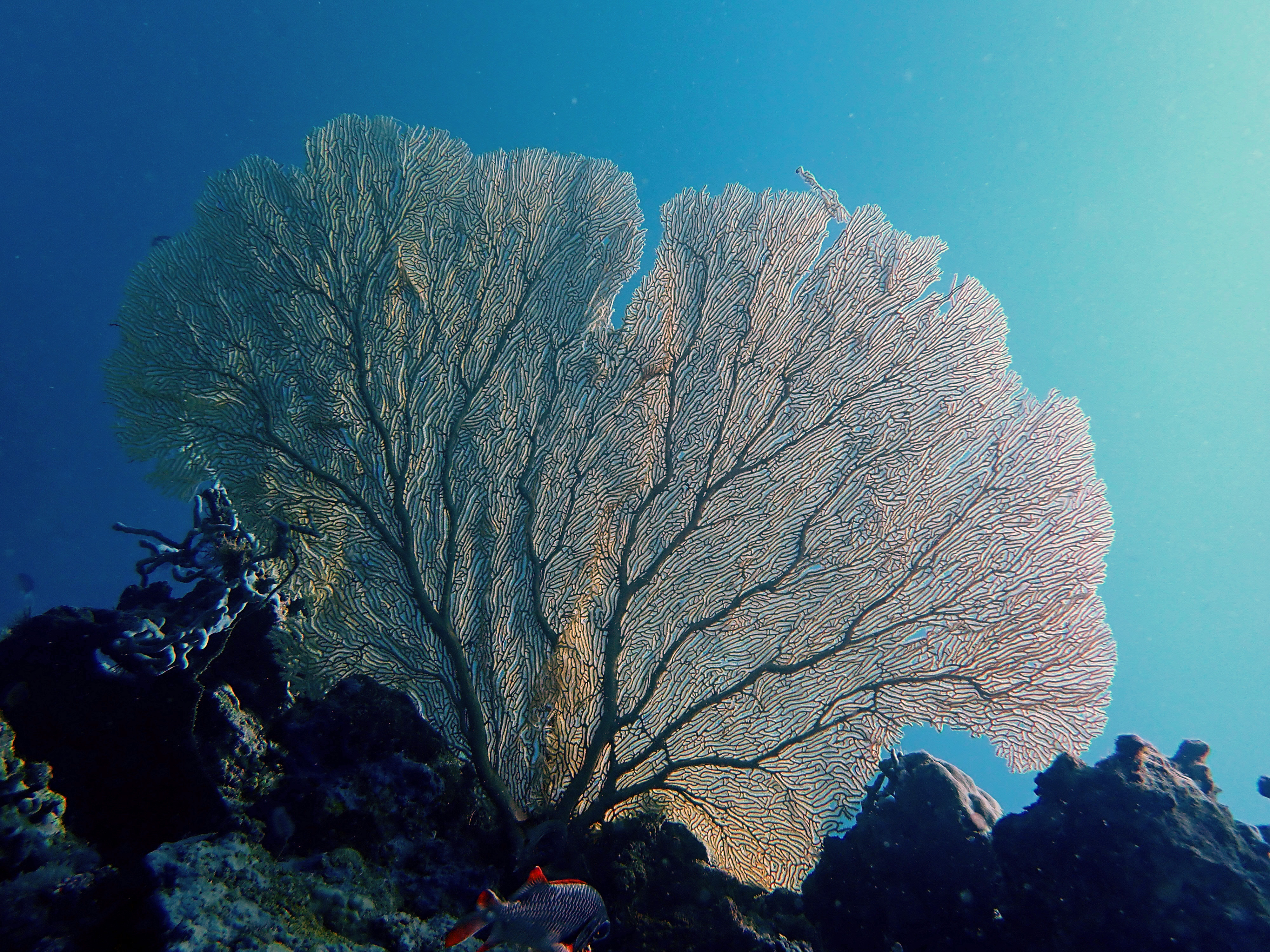
Annella mollis, un Subergorgiidae
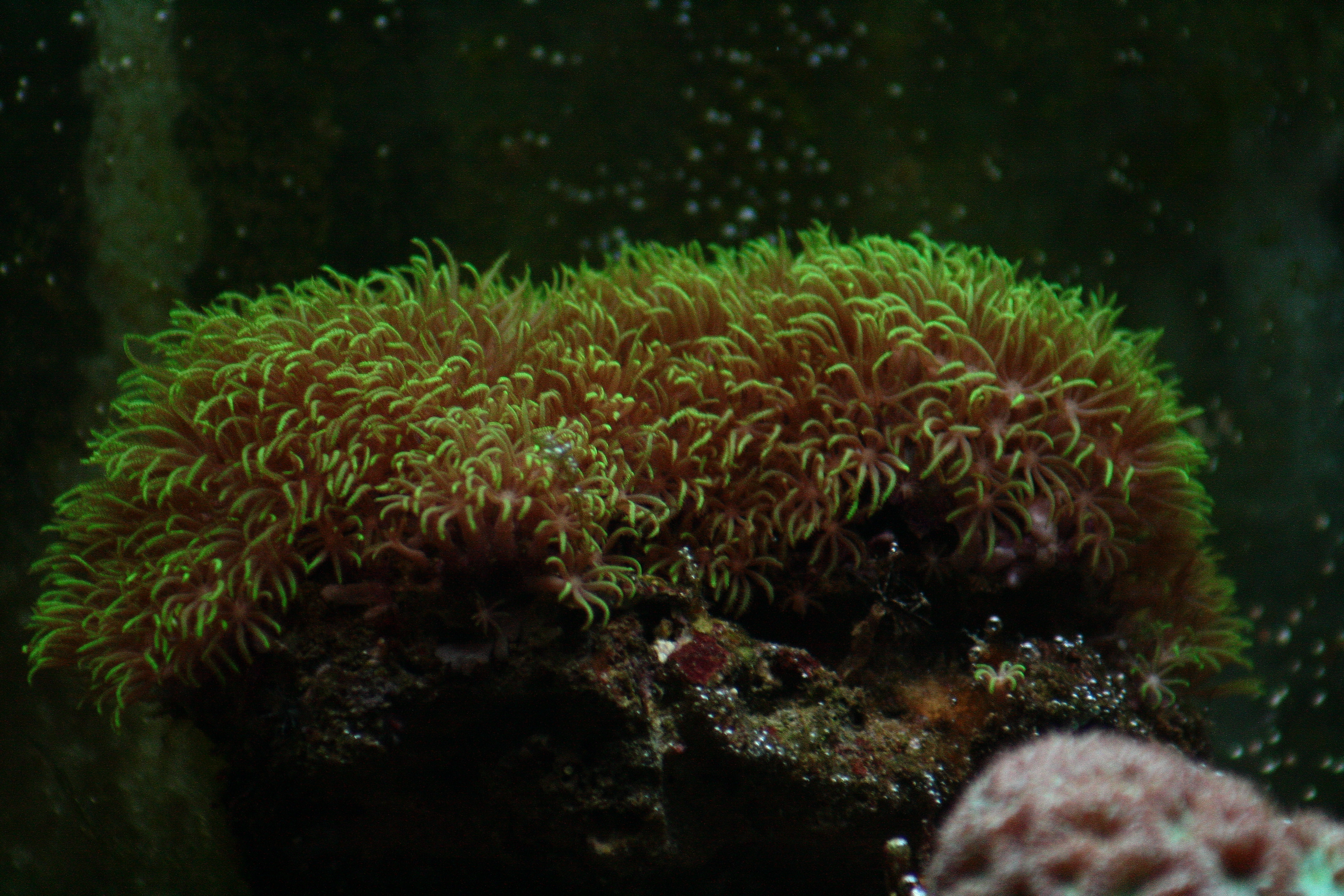
Clavularia viridis, un Clavulariidae
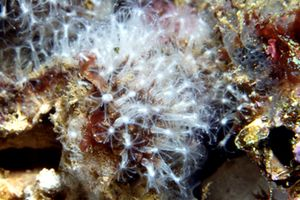
Cornularia cornucopiae, un Cornulariidae
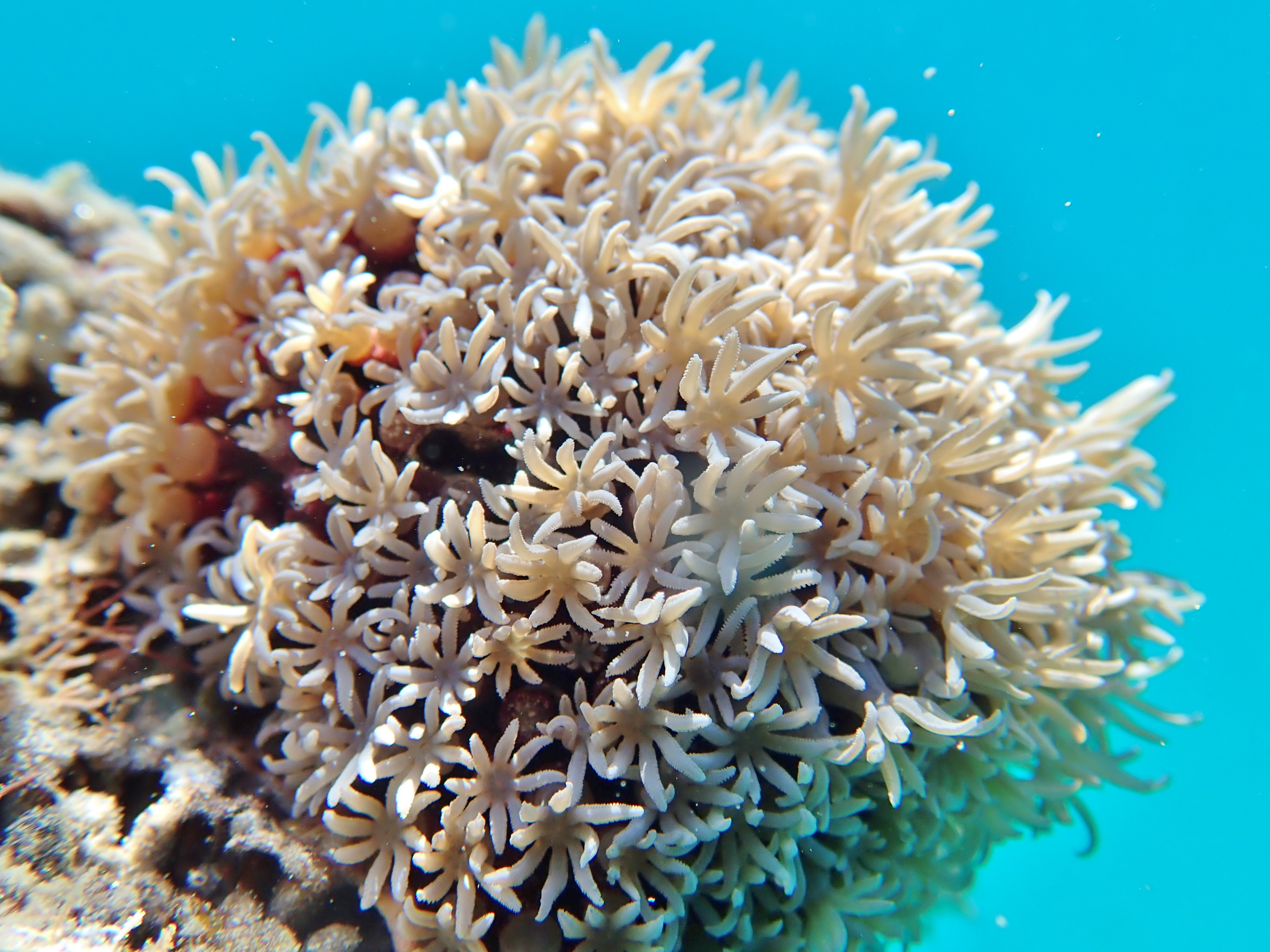
Tubipora musica, un Tubiporidae